# Flavie Boulais
Flavie Boulais, née le 6 juin 2003 à La Roche-sur-Yon, est une coureuse cycliste professionnelle française. Spécialiste de la piste, elle court également sur route.

## Biographie
Cycliste précoce, Flavie Boulais remporte 8 titres de championne de France sur piste, en 2019, lors de ses années cadettes, ainsi que 2 médailles d'argent.
L'année suivante, alors passée en catégorie junior, elle décroche le titre de championne d'Europe de l'omnium sur le vélodrome de Fiorenzuola d’Arda. Elle enchaine en 2021 avec une médaille d'argent en poursuite par équipe, avec l'équipe de France, lors des championnats du monde juniors.
En août 2022 elle signe un contrat de stagiaire, avec l'équipe continentale Cofidis jusqu'à la fin de saison. Elle convainc l'équipe de lui proposer un contrat professionnel pour 2 saisons,.
Alors qu'elle avait un peu délaissé la piste au profit de la route, elle participe aux championnats de France 2025, où elle remporte le titre national avec Marion Borras sur la course à l'américaine.
Pour la saison 2025, l'UCI créé une nouvelle catégorie d'équipes de 2e division internationale, entre les équipes World Team et les équipes continentales. Son équipe Cofidis fait partie des 7 premières équipes de cette nouvelle catégorie UCI Women's ProTeam.

## Palmarès sur piste

### Championnats du monde
| Édition / Épreuve       | Poursuite par équipes                         |
| Le Caire 2021 (juniors) | Argent (avec Labastugue, Ollier et Lallemant) |

### Championnats d'Europe
| Édition / Épreuve                 | Omnium |
| Fiorenzuola d'Arda 2020 (juniors) | Argent |

### Championnats de France
- 2018
  - 2e du championnat de France de vitesse par équipes juniors
- 2019
  - 2e du championnat de France de vitesse par équipes juniors
- 2025
  -  Championne de France de l'américaine (avec Marion Borras)

## Palmarès sur route

### Par années
- 2020
  - 2e du championnat de France de contre-la-montre juniors
- 2021
  - 3e du championnat de France de contre-la-montre espoirs

### Classements mondiaux
| Année                                 | 2022  | 2023  | 2024  |
| ------------------------------------- | ----- | ----- | ----- |
| Classement UCI                        | 1037e | 1055e | 1305e |
|                                       |       |       |       |
| Légende : nc = non classéSource : UCI |       |       |       |